# 唐古色
唐古色（1879年—？），蒙古族準噶爾人，清代綽羅斯固山貝子，中華民國初年政治人物。

## 生平
唐古色是蒙古準噶爾部首領达瓦齐五世孙，其家族世代定居北京。清光緒五年（1879年），唐古色承襲其父伊鏗格的綽羅斯固山貝子爵位。1912年中華民國成立后，唐古色任北京临时参议院议员，共和党党员。后来他曾任中华民国第一届国会参议院议员。

## 家庭
- 妻：宗室荣凯之女。[2]